# Tempel van Elagabal
De Tempel van Elagabal (Latijn:Elagaballium) was een tempel ter ere van de Syrische zonnegod El Gebal in het oude Rome.

## Geschiedenis
De Tempel van Elagabal werd gebouwd in opdracht van keizer Heliogabalus. Deze uit Syrië afkomstige keizer was een priester van de zonnegod El Gebal. Nadat hij op jonge leeftijd in Rome aan de macht was gekomen, probeerde hij zijn zonnegod onder de Latijnse naam Deus Sol Invictus tot Romeins oppergod te promoveren. Ter ere van El Gebal liet Heliogabalus daarom een grote tempel bouwen op de Palatijn, die in 221 werd ingewijd.

Uit Syrië liet hij de heilige Zwarte Steen van Emesa waarmee El Gebal werd vereerd, met veel ceremonie overbrengen en in de tempel plaatsen. El Gebal werd in Emesa samen met de twee godinnen Al-'Uzzā en Al-Lāt vereerd en daarom moest de keizer in Rome ook twee beelden van godinnen in zijn tempel plaatsen. De Syrische godinnen werden gelijkgesteld met Venus en Minerva en Heliogabalus liet een Venusbeeld uit Carthago halen. Voor het beeld van Minerva liet hij uit de Tempel van Vesta het zeer oude en heilige Palladium overbrengen. Dit werd algemeen beschouwd als een grote heiligschennis.
Heliogabalus regeerde vier jaar tot hij werd vermoord door zijn lijfwacht. Zijn opvolger Severus Alexander wijdde de Tempel van Elagabal daarna aan Jupiter. Uiteindelijk ging de tempel bij een grote brand verloren.

## Bouwwerk
De Tempel van Elagabal was kleiner dan die van Jupiter Optimus Maximus, maar omdat de Palatijn hoger is dan de Capitolijn was de Tempel van Elagabal de hoogste in Rome. De tempel werd deels gebouwd op een bestaand terras dat Elagaballium werd genoemd. Dit was reeds in de tijd van Domitianus gebouwd en destijds stond er vermoedelijk al een oudere tempel voor Jupiter de Overwinnaar. Een poort met vijf doorgangen bood toegang tot het tempelcomplex. Hoe de tempel er precies uitzag is niet meer bekend.

## Restanten
Op de ruïne van de tempel werd de kleine kerk San Sebastiano gebouwd. Tegenwoordig zijn alleen het terras en enkele restanten, waaronder een deel van de toegangspoort, nog bovengronds te zien.

## Referentie
- J. Lendering, Stad in marmer. Gids voor het antieke Rome aan de hand van tijdgenoten, Amsterdam, 2002, pp. 222-225 ISBN 902533153X